# Sabina (olio di oliva)
Sabina (DOP) è un olio extravergine di oliva a Denominazione di origine protetta, l'area di produzione, geograficamente comprende i comuni che si trovano sui terrazzi fluviali della Valle del Tevere e nell'entroterra subappeninico tra la Citta metropolitana di Roma e la provincia di Rieti, trae il nome dalla Sabina ex entita' territoriale storica. Unico ad aver ricevuto nel 1995 il riconoscimento D.O.C. ed È considerato il primo D.O.P. italiano, essendo stato il primo olio in ordine di tempo ad ottenere la certificazione.

## Zona di produzione[3]
La zona di produzione dell'olio extra-vergine di oliva Sabina DOP si estende fondamentalmente tra la Città metropolitana di Roma e la provincia di Rieti.
Le tecniche utilizzate per la produzione dell'olio, sebbene siano state ammodernate in virtù degli sviluppi tecnologici, in particolare per quanto concerne i frantoi sono rimaste pressoché invariate dall'epoca pre-romana.
Fondamentale per l'ottenimento dell'olio extra vergine di oliva Sabina D.O.P. è la qualità del terreno e il clima mite che caratterizza la zona.

### I comuni nella provincia di Rieti
Per la Provincia di Rieti sono da considerare all'interno della DOP Sabina i comuni: 
Cantalupo in Sabina, Casaprota, Casperia, Castelnuovo di Farfa, Collevecchio, Configni, Cottanello, Fara Sabina, Forano, Frasso Sabino, Magliano Sabina, Mompeo, Montasola, Montebuono, Monteleone Sabino, Montenero Sabino,
Montopoli di Sabina, Poggio Catino, Poggio Mirteto, Poggio Moiano, Poggio Nativo, Poggio San Lorenzo, Roccantica, Salisano, Scandriglia, Selci, Stimigliano, Tarano, Toffia, Torricella in Sabina, Torri in Sabina, Vacone.

### I comuni della Città metropolitana di Roma
Nella Città metropolitana di Roma:
Guidonia Montecelio, Fonte Nuova, Marcellina, Mentana, Monteflavio, Montelibretti, Monterotondo, Montorio Romano, Moricone, Nerola, Palombara Sabina, Sant'Angelo Romano, San Polo dei Cavalieri (località Caprareccia e territorio non oltre i 475 metri di altitudine), Roma (parzialmente il territorio del Nord-Est).

## Cultivar e caratteristiche organolettiche

### Cultivar
Le cultivar caratterizzanti sono:
- Carboncella
- Leccino
- Raja
- Pendolino
- Frantoio
- Moraiolo
- Olivastrone
- Salviana
- Olivago e Rosciola

### Caratteristiche organolettiche
Le caratteristiche organolettiche:
- colore: giallo - verde con sfumature oro.
- odore: di fruttato;
- sapore: fruttato, vellutato, uniforme, aromatico, dolce, amaro e piccante per gli oli freschissimi;
- panel test: mediana del fruttato > 0 e mediana del difetto = 0;
- acidità massima totale espressa in acido oleico, in peso, non eccedente grammi 0,6 per 100 grammi di olio;
- numero di perossidi £ 14 Meq0 2 /kg;
- acido oleico minimo 68%.

## La strada dell'olio
La Strada dell'olio e dei prodotti tipici enogastronomici è nata all'interno del progetto di promozione turistica dei prodotti agroalimentari tipici italiani. L'iniziativa si inserisce all'interno dell'attività cultural-promozionale della Città dell'olio, associazione collegata all'ANCI (Associazione Nazionale Comuni Italiani) e istituita con l'intento di uniformare le varie attività dei comuni e delle province per costruire dei percorsi turistici facilmente riconoscibili.
La Strada dell'olio Sabina DOP ha inaugurato l'apertura di un museo dell'olio nel comune di Castelnuovo di Farfa e l'organizzazione di eventi collegati alla spremitura e alla raccolta delle olive, quali ad esempio frantoi aperti del Lazio.
La produzione di olio nella penisola italiana ha origini mediorientali da dove l'ulivo è stato importato dalle popolazioni elleniche in epoca arcaica.